# Sparkasse Wetzlar
Die Sparkasse Wetzlar ist eine Anstalt des öffentlichen Rechts mit Sitz in Wetzlar in Hessen. Ihr Geschäftsgebiet ist der mittlere und südliche Lahn-Dill-Kreis sowie die Gemeinden Biebertal, Langgöns und Wettenberg im Landkreis Gießen.

## Organisationsstruktur
Die Sparkasse Wetzlar ist eine Anstalt des öffentlichen Rechts. Rechtsgrundlagen sind das Sparkassengesetz für Hessen und die durch den Verwaltungsrat der Sparkasse erlassene Satzung. Organe der Sparkasse sind der Vorstand und der Verwaltungsrat.
Folgende Gebietskörperschaften bilden den Sparkassenzweckverband Wetzlar (alle Lahn-Dill-Kreis, Ausnahmen in Klammern):
| - Aßlar - Biebertal (Landkreis Gießen) - Bischoffen - Braunfels - Ehringshausen - Greifenstein - Hohenahr - Hüttenberg | - Lahnau - Lahn-Dill-Kreis - Langgöns (Landkreis Gießen) - Leun - Schöffengrund - Solms - Waldsolms - Wettenberg (Landkreis Gießen) - Wetzlar |

Die Sparkasse Wetzlar wies im Geschäftsjahr 2024 eine Bilanzsumme von 2,903 Mrd. Euro aus und verfügte über Kundeneinlagen von 2,385 Mrd. Euro. Gemäß der Sparkassenrangliste 2024 liegt sie nach Bilanzsumme auf Rang 175. Sie unterhält 24 Filialen/Selbstbedienungsstandorte und beschäftigt 443 Mitarbeiter. Eine im Oktober 2008 durch den Wetzlarer Vorstandsvorsitzenden ins Gespräch gebrachte Fusion mit der Sparkasse Gießen wurde wenige Wochen später durch den Zweckverband der Sparkasse Gießen abgelehnt.

## Geschäftsausrichtung
Für das Auslandsgeschäft ging die Sparkasse Wetzlar im Jahr 2006 eine Kooperation mit weiteren mittelhessischen Sparkassen ein. Sie gründeten gemeinsam die S-International Mittelhessen GmbH.

## Sparkassen-Finanzgruppe
Die Sparkasse Wetzlar ist Teil der Sparkassen-Finanzgruppe und gehört damit auch ihrem Haftungsverbund an. Er sichert den Bestand der Institute und sorgt dafür, dass sie auch im Fall der Insolvenz einzelner Sparkassen alle Verbindlichkeiten erfüllen können. Die Sparkasse vermittelt Bausparverträge der regionalen Landesbausparkasse, offene Investmentfonds der Deka und Versicherungen der SV SparkassenVersicherung. Im Bereich des Leasing arbeitet die Sparkasse Wetzlar mit der  Deutschen Leasing zusammen. Die Funktion der Sparkassenzentralbank nimmt die Landesbank Hessen-Thüringen wahr.